# 港口鎮區
港口鎮區（發音：[sʰeiʔkáɴ mjo̰nɛ̀]）是緬甸仰光省仰光市的鎮區。2014年人口2,826人，區域面積1.17平方公里。港口鎮區為仰光市最小的鎮區之一。港口鎮區僅下分3個小區。該鎮區擁有1所小學以及1所醫院。
2020年1月31日，港口镇区拆分并入兰玛多镇区和波达通镇区。